# Werner Schwarze (Chemiker)

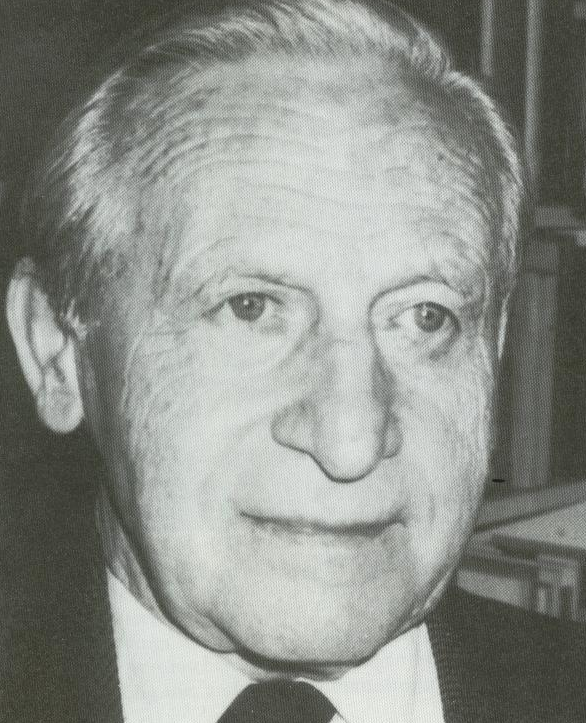
Werner Schwarze (1984)

Werner Schwarze (* 29. Juni 1913 in Marl-Hüls; † 18. März 2007 in Frankfurt am Main) ist als Chemiker und Erfinder in der zweiten Hälfte des 20. Jahrhunderts bekannt geworden.

## Leben und Werk
Schwarze studierte seit 1931 Medizin an der Georg-August-Universität in Göttingen. Bereits nach drei Semestern legte er sein Vorphysikum ab und flüchtete dann vor der aufkeimenden nazistischen Intoleranz ins vermeintlich liberalere München. Damit verbunden war auch ein Wechsel des Studienfaches. Fortan widmete er sich der Chemie. Er legte 1935 sein Verbandsexamen ab und wurde am 7. April 1938 bei Heinrich Otto Wieland promoviert. Thema der Doktorarbeit war die Naturstoffchemie mit dem Schwerpunkt Alkaloide der Lobelia inflanta. Im Privatlabor von Heinrich Wieland arbeitete Schwarze Seite an Seite mit dem späteren Nobelpreisträger Feodor Lynen über die Wirkungsweise dehydratisierender Enzyme. Unterbrochen durch mehrere Einsätze als Infanterist im Krieg gegen die Sowjetunion und durch Lazarettaufenthalte war Schwarze seit 1940 bei der Degussa AG. Dort verbrachte er an wechselnden Standorten (Konstanz, Frankfurt am Main, Hanau) seine komplette berufliche Karriere in der organisch-chemischen Forschung.

In den frühen Nachkriegsjahren erweckten Kriegsheimkehrer mit Hungerödemen Schwarzes Mitleid. So machte er sich daran eine Synthese für die essentielle α-Aminocarbonsäure Methionin zu entwickeln. Genau betrachtet entwickelte Schwarze eine Synthese für das racemische DL-Methionin. Daraus entwickelte die Degussa-Tochter Chemiewerk Homburg neben dem DL-Methionin auch DL-N-Acetylmethionin als Leber- und Hautprotektivum, das unter dem Namen Thiomedon® (D) vermarktet wurde. Wirtschaftlich erfolgreich wurde jedoch eine andere Anwendung für DL-Methionin. Heute wird DL-Methionin im In- und Ausland in großem Stil zur Supplementierung natürlicher Futtermittel benutzt. Durch geringe Zusätze von DL-Methionin lässt sich der Nährwert von Futtermitteln deutlich steigern. Werner Schwarze wird in Fachkreisen auch als „Vater des Methionins“ tituliert. Er führte zahlreiche weitere Arbeiten zur chemischen Synthese diverser α-Aminosäuren durch. 

Triazin-Herbizid Bladex^{®}

In der Chemie der 2,4,6-Trichlor-1,3,5-triazine gelangen Schwarze hervorragende Erfolge. Nachdem die Chemiefirma Geigy AG in Basel 1954 das erste Herbizid mit dem Grundgerüst des 1,3,5-Triazins patentierte, ruhte Schwarze nicht und synthetisierte in den Jahren bis etwa 1974 zahlreiche neue Derivate dieses Heterocyclus'. Inzwischen hatte Geigy das Triazin-Herbizid Atrazin entwickelt und auf dem Markt eingeführt. Schwarze gelang 1966 die Synthese eines anderen hochaktiven Herbizids mit breitem Anwendungsspektrum in den wichtigen Kulturen Mais und Getreide. Dieses Triazin-Derivat wurde von der Firma Shell unter dem Namen Bladex® vermarktet.
Schwarze synthetisierte später zahlreiche schwefelhaltige Derivate des 1,3,5-Triazins, die eine Anwendung in der Kautschukindustrie fanden. Seine Kreativität trug maßgeblich zur wirtschaftlichen Entwicklung der Degussa AG (seit 2008: Evonik Degussa GmbH) seit 1940 bei.

## Ehrungen
Die Degussa stiftete 1997 in Anwesenheit ihres Ehrengastes Werner Schwarze das Werner-Schwarze-Stipendium zur Förderung junger Doktoranden, die auf dem Aminosäure-Gebiet forschen. Dieser Preis wird jährlich von der Evonik-Stiftung verliehen.

## Veröffentlichungen (Auswahl)
- Karlheinz Drauz, Hans Günther Koban, Jürgen Martens und Werner Schwarze: Phosphonic and Phosphinic Acid Analogs of Penicillamine, Liebigs Annalen der Chemie 1985, 448–452, doi:10.1002/jlac.198519850303.
- Werner Schwarze, Karlheinz Drauz und Jürgen Martens: Umsetzung von 3-Thiazolinen mit Carbonsäurechloriden, Chemiker-Zeitung 111 (1987) 149–153.